# Drop Trio
Drop Trio ist eine Jazzband aus Houston, Texas.
Sie besteht aus Mike Blattel (Schlagzeug und Percussion), Nino Batista (Bassgitarre) und Ian Varley (Fender-Rhodes-Piano, Hammond-B3-Orgel).
Das Drop Trio spielt bodenständigen, melodisch orientierten Funkjazz mit starker Betonung auf dem E-Piano und der Orgel. Die Band veröffentlicht ihre Alben bei Magnatune. Das 2002 gegründete Trio hat überwiegend regionale Bedeutung. Es tritt regelmäßig in Texas und zum Teil auch in benachbarten Bundesstaaten auf. 2007 hat es erstmals auch Konzerte an der Westküste der USA gegeben.

## Diskografie
- 2003: Big Dipper
- 2004: Leap
- 2005: Cezanne